# سیارک ۲۵۵۳۹
سیارک ۲۵۵۳۹ (به انگلیسی: 25539 Roberthelm، نامگذاری:1999XA159) بیست و پنج هزار و پانصد و سی و نهمین سیارک کشف شده‌است که در ۸ دسامبر ۱۹۹۹ کشف شد.
قدر مطلق سیارک برابر ۱۳.۵ است.